# سومور
شهر سومور (به فرانسوی: Saumur) در شهرستان منه لوآر در ناحیه پیی دو للوآر با جمعیت ۲۸٬۶۵۴ نفر در کشور فرانسه واقع شده‌است